# Vrbica (gmina Aranđelovac)
Vrbica (cyr. Врбица) – wieś w Serbii, w okręgu szumadijskim, w gminie Aranđelovac. W 2011 roku liczyła 3418 mieszkańców.